# Matías Presa
Alan Matías Presa Pírez (17 oktober 1990) is een Uruguayaans wielrenner.

## Carrière
In 2010 werd Presa nationaal kampioen tijdrijden voor beloften door het parcours in en rond Paso de los Toros sneller af te leggen dan Ignacio Maldonado en Ramiro Cabrera, die op de dichtste ereplaatsen eindigden. Twee jaar later volgde zijn eerste UCI-zege als eliterenner, al werd hij aanvankelijk tweede. Matías Médici won de individuele tijdrit in de Rutas de América en Presa werd tweede, maar de Argentijn werd betrapt op het gebruik van epo en werd uit de uitslag geschrapt. In het eindklassement werd Presa, tien seconden achter zijn landgenoot Jorge Soto, tweede. Hiermee was hij wel de beste jongeren en dus winnaar van het jongerenklassement. Anderhalve maand later won hij, bij zijn tweede deelname, ook het jongerenklassement van de Ronde van Uruguay.
In 2015 won Presa zowel de vijfde als de laatste etappe in de Ronde van Uruguay. Omdat hij in acht van de tien etappes bij de beste vier renners over de streep kwam schreef hij het puntenklassement op zijn naam, met een voorsprong van elf punten op Laureano Rosas. Een jaar later werd hij, achter Federico Moreira, tweede op het nationale kampioenschap tijdrijden en werd hij zevende in het eindklassement van de ronde van zijn thuisland. In 2017 Presa tweede op het nationale kampioenschap op de weg, waar Richard Mascarañas hem klopte in een sprint-à-deux. Twee maanden later won hij de eerste etappe in de Ronde van Uruguay, wat hem de eerste leiderstrui opleverde.

## Overwinningen
2010
 Uruguayaans kampioen op de weg, Beloften
2012
4e etappe deel B Rutas de América
Jongerenklassement Rutas de América
Jongerenklassement Ronde van Uruguay
2015
5e en 10e etappe Ronde van Uruguay
Puntenklassement Ronde van Uruguay
2017
1e etappe Ronde van Uruguay
2018
1e, 2e, 5e en 7e etappe Rutas de América
Eindklassement Rutas de América